# Перова Феодосія Стефанівна
Феодосія Стефанівна Перова (червень 1915, селище Новоайдар, тепер смт. Новоайдарського району Луганської області — ?) — українська радянська діячка, бригадир тракторної бригади Новоайдарської МТС Ворошиловградської (Луганської) області. Герой Соціалістичної Праці (17.05.1948). Депутат Верховної Ради СРСР 2—3-го скликань.

## Життєпис
Народилася в селянській родині. З 1930 року працювала колгоспницею.
Закінчивши курси при Новоайдарській машинно-тракторній станції (МТС), Феодосія Перова в 1936 році організувала першу на Луганщині жіночу тракторну бригаду МТС, яка обробляла поля колгоспу «По шляху Леніна» та кинула виклик на трудове змагання Паші Ангеліній. Між трактористками-новаторками зав'язалась міцна дружба та трудове суперництво.
У 1940—1941 роках — голова колгоспу імені Енгельса Новоайдарського району Ворошиловградської області.
Під час німецько-радянської війни перебувала в евакуації. З осені 1941 по грудень 1943 року працювала бригадиром тракторної бригади машинно-тракторної станції (МТС) Приволзького району Саратовської області РРФСР.
Член ВКП(б) з 1942 року.
З 1944 року — бригадир комсомольсько-молодіжної тракторної бригади Новоайдарської машинно-тракторної станції (МТС) Новоайдарського району Ворошиловградської області.
З 1958 року працювала бригадиром тракторної бригади колгоспу «Дружба», радгоспу «Авангард» та Новойдарської птахофабрики смт. Новоайдар Новоайдарського району Ворошиловградської (Луганської) області.
Проживала в селі Айдар-Миколаївка Новоайдарського району Луганської області.

## Нагороди
- Герой Соціалістичної Праці (17.05.1948)
- орден Леніна (17.05.1948)
- медаль «За трудову доблесть» (7.03.1960)
- Почесна грамота Президії Верховної Ради Української РСР (4.06.1965)